# Medici (Spiel)
Medici ist ein Brettspiel von Reiner Knizia. Spieler kaufen in einer Auktion Karten, die sie zu verschiedenen Sets zusammenstellen. Es gewinnt der Spieler, der die meisten Punkte durch Sets erhält.
Bevor er Spiele entwickelte, war Reiner Knizia quantitativer Analyst, ein Beruf, der sich ganz mit der Risikoanalyse für Banken beschäftigt. Dies passt sehr gut zum Spiel: Die Medici waren ebenfalls Bankiers und Kaufleute, die die Buchhaltungsstandards der damaligen Zeit verbesserten und ihr Finanzimperium auf der Risikoanalyse begründeten und dadurch expandierten. In diesem Sinne funktioniert auch das Spielprinzip von „Medici“: Jede Karte hat einen unklaren zukünftigen Wert, der von den zukünftigen, aus dem Kartenstapel gezogenen Karten abhängt und den Karten, die andere Spieler kaufen. Um das Spiel richtig zu spielen, müssen Spieler die Risiken eines Kaufs vorher einschätzen und die Preisentwicklung genau kalkulieren. 
Medici erreichte den 5. Platz beim Deutschen Spielepreis 1995.